# Å (lettre)
Cette page contient des caractères spéciaux ou non latins. S’ils s’affichent mal (▯, ?, etc.), consultez la page d’aide Unicode.
Pour les articles homonymes, voir Å.
Ne doit pas être confondu avec la lettre cyrillique A rond en chef (А̊ а̊).
 (août 2021).
Si vous disposez d'ouvrages ou d'articles de référence ou si vous connaissez des sites web de qualité traitant du thème abordé ici, merci de compléter l'article en donnant les références utiles à sa vérifiabilité et en les liant à la section « Notes et références ».
La lettre Å, en minuscule å, lu a rond en chef, est une lettre des alphabets danois, norvégien, suédois, finnois (pour les mots d’origine suédoise), wallon, istro-roumain, bavarois, chamorro et émilien (bolognais).

## Utilisation
Dans les langues scandinaves, elle a la valeur phonétique approximative d’un « ô », comme dans le nom de la ville d’Ålesund.
Suédois : [oː/ɔ], danois et norvégien : [ɔ(ː)].
En danois, norvégien et suédois, la lettre å constitue aussi un mot à part entière, signifiant ruisseau ou rivière. Å est également un toponyme assez répandu dans les trois pays concernés.
C'est la 27e lettre de l'alphabet suédois et la 29e des alphabets danois et norvégien, où elle est considérée comme une lettre à part entière et non pas comme un a diacrité. Le digramme archaïsant aa, qui lui est équivalent, se classe alphabétiquement à la même place.

### Danois
En danois, on a utilisé la séquence équivalente aa (capitalisée Aa) jusquʼau XXe siècle.  Cette manière d’écrire est toujours utilisée pour nommer certains lieux au Danemark, par exemple Aalborg.

### Norvégien
La particule å se place devant les verbes à l’infinitif, de la même manière que to en anglais.
ex. : å skrive (en anglais to write), écrire.

### Suédois
Å est une préposition, rencontrée le plus couramment dans l’expression « d’un côté […] d’un autre côté » (å ena sidan […] å andra sidan).

### Français
La lettre å n'est pas utilisée habituellement même si on la trouve parfois pour des mots d'origine scandinave comme ångström (du suédois), bokmål (du norvégien) et ålandais (gentilé des habitants des îles Åland, qui portent un nom suédois), qui peut aussi s'écrire « aalandais ». Cet usage est rare et sophistiqué.

### Wallon
Å fut introduit en wallon en certaines variantes locales de l'Est du domaine linguistique de la langue au début du XXe siècle, pour rendre une prononciation proche de celle de la langue danoise.  Cette lettre se retrouva rapidement parmi les dialectes wallons orientaux, sous influence linguistique de la ville de Liège.  Elle rendit rapidement compte de trois sons différents, soit un  o long ouvert, un o long fermé, ou un a long, selon les dialectes.  Ce å a été adopté par le rifondou walon, une orthographe standardisée visant à promouvoir l'écriture d'un wallon en une orthographe unique qui permettrait de rendre les différents dialectes de la langue. 
En des orthographes non standardisées hors de l'influence linguistique de Liège, les mots contenant la lettre å utilisent plutôt au, â ou ô selon la prononciation. Par exemple, le mot måjhon (maison) en orthographe standardisée du rifondju wallon peut être rendu selon les dialectes en môjo, mâhon, mohone, ou encore maujon.
Voisin du wallon, le picard utilise le même graphème dans certaines orthographes (Lévèque-Braillon ou Feller), comme dans  cåt ([kɒ], [ka] ou [kot]) pour « chat ». Cet usage reste minoritaire.

### Science
La lettre Å majuscule est le symbole de l’ångström.

## Représentations informatiques
Le A rond en chef peut être représenté avec les caractères Unicode suivants :
- précomposé (supplément latin-1, symboles lettrés)[1],[2] :

| forme     | représentation | chaîne de caractères | point de code | description                            |
| --------- | -------------- | -------------------- | ------------- | -------------------------------------- |
| majuscule | Å              | Å                    | U+00C5        | lettre majuscule latine a rond en chef |
| minuscule | å              | å                    | U+00E5        | lettre minuscule latine a rond en chef |
| symbole   | Å              | Å                    | U+212B        | symbole ångström                       |

- décomposé (latin de base, diacritiques) :

| forme     | représentation | chaîne de caractères | point de code | description                                        |
| --------- | -------------- | -------------------- | ------------- | -------------------------------------------------- |
| majuscule | Å              | A◌̊                   | U+0041 U+030A | lettre majuscule latine a diacritique rond en chef |
| minuscule | å              | a◌̊                   | U+0061 U+030A | lettre minuscule latine a diacritique rond en chef |

Il peut aussi être représenté dans des anciens codages :
- ISO/CEI 8859-1
  - majuscule Å : 0197 = C5
  - minuscule å : 0229 = E5

Sous Windows, pour saisir ‹ Å › et ‹ å ›, on peut utiliser la combinaison de touche Alt (il faut maintenir la touche Alt enfoncée pendant qu’on presse les chiffres) ; il y a deux possibilités :
- Alt + 0197 pour ‹ Å › et Alt + 0229 pour ‹ å › (page de code 1252) ;
- Alt + 143 pour ‹ Å › et Alt + 134 pour ‹ å › (page de code 850).

Sous MacOS, il faut presser la combinaison de touches Alt + Maj + z pour ‹ Å › et Alt + Maj + 6 pour ‹ å ›.
Sous Linux, on peut utiliser la touche Compose ainsi : ComposeoA pour ‹ Å › et Composeoa pour ‹ å ›.
Avec LaTeX, on peut obtenir ‹ Å › et ‹ å › avec \r{A} et \r{a}, respectivement.